# Barones de Harington
El Baronato de Harington, de Ridlington en el condado de Rutland, es un título en el Baronato de Inglaterra. Fue creado el 29 de junio de 1611 para James Harington. Era descendiente de John Harington, uno de los barones convocados al Parlamento por Edward II. El hermano mayor de James era John Harington, primer barón Harington de Exton. El segundo barón fue un caballero durante la guerra civil inglesa. El tercer barón fue mayor general y uno de los jueces designados para juzgar a Carlos I, aunque se negó a sentarse. No obstante, fue exceptuado de la Ley de Indemnidad y Olvido, y su título fue confiscado de por vida en 1661. Los barones noveno y duodécimo fueron jueces.
Sir Charles Robert Harington (1897-1972), hijo del reverendo Charles Harington, segundo hijo del undécimo Baronet, fue catedrático de Patología Química en la Universidad de Londres y director del Instituto Nacional de Investigación Médica. John Harington (1873-1943), quinto hijo del undécimo Baronet, fue General de Brigada en el Ejército Británico. David Gawen "D. G." Champernowne (1912-2000), bisnieto de Arthur Champernowne (que asumió el apellido Champernowne en 1774), hijo del reverendo Richard Harington, segundo hijo del sexto barón, fue catedrático de Estadística en la Universidad de Oxford de 1948 a 1959 y catedrático de Economía y Estadística en la Universidad de Cambridge de 1970 a 1978. 
El segundo hijo del actual baronet es el actor Christopher "Kit" Harington, nacido en 1986.

## Barones Harrington, de Ridlington (1611)
Ninguno de los siguientes Barones está relacionado con el político inglés James Harrington.
- Sir James Harrington, 1.er barón (1542-1614).[5]
- Sir Edward Harrington, 2.º barón (fallecido en 1653).[6][8]
- Sir James Harington, 3.er barón (1607-1680).[3][6][9] Pérdida de la baronía en 1661.
- Sir Edmund Harington, 4.º barón (c. 1635-1708).[6]
- Sir Edward Harington, 5.º barón (1639-1716), hermano del 4.º barón.[6]
- Sir James Harington, 6.º barón (fallecido en 1782), sobrino nieto del 5.º barón.[6]
- Sir James Harington, 7.º barón (1726-1793).[6]
- Sir John Edward Harington, 8.º barón (1760-1831).[6]
- Sir James Harington, 9.º barón (1788-1835).[6]
- Sir John Edward Harington, 10.º barón (1821-1877).[6]
- Sir Richard Harington, 11.° barón (1835-1911), primo hermano del 4.º barón.
- Sir Richard Harington, 12.º barón. (3 de marzo de 1861 - 1 de febrero de 1931). Harington era el hijo mayor de sir Richard Harington, 11.er barón, y se educó en Eton y Christ Church, Oxford. Ingresó en el Colegio de Abogados en 1886 y ejerció como abogado en el Tribunal de la Corona de Oxford antes de ser nombrado juez del Tribunal Superior de Justicia de Fort William (India) en Bengala en 1899, cargo que desempeñó hasta que regresó a su país en 1913 y obtuvo la medalla de Delhi Durbar. Entretanto, había servido en la Brigada de Londres de los Voluntarios de la Real Artillería Naval de 1880 a 1891, y había mandado la Compañía de Artillería de los Voluntarios de Defensa del Puerto de Calcuta de 1900 a 1909. Se alistó voluntario en la Real Reserva Naval de Voluntarios al estallar la Primera Guerra Mundial en 1914, a la edad de 53 años. Fue ascendido al rango de contramaestre del Cuerpo Antiaéreo, cargo que desempeñó hasta 1916. Fue juez de paz y teniente adjunto del condado de Herefordshire, fue nombrado sheriff de Herefordshire en 1918 y falleció en febrero de 1931, tras suceder a su padre en el cargo en 1911.
- Sir Richard Dundas Harington, 13.er barón (1900-1981).
- Sir Nicholas John Harington, 14.º barón (1942-2016), sobrino del 13.er barón.
- Sir David Richard Harington, 15.º Barón (actualmente con el título, nacido en 1944): el heredero aparente de la baronía es el hijo mayor del actual titular (sir David Richard Harington, 15.° barón), John "Jack" Catesby Harington (nacido en 1984). Ambos son padre y hermano mayor del actor Kit Harington, conocido por interpretar a Jon Snow en la famosa serie británica Game of Thrones.[10]